# Contre-la-montre féminin aux championnats du monde de cyclisme sur route 1997
Navigation
1996 1998
Le contre-la-montre féminin des championnats du monde de cyclisme sur route 1997 a lieu le 8 octobre 1997 à Saint-Sébastien en Espagne. Il est remporté par la Française Jeannie Longo, dont c'est la troisième victoire consécutive.

## Classement
|                                    | Coureur                | Pays           |    | Temps          |
| ---------------------------------- | ---------------------- | -------------- | -- | -------------- |
| Médaille d'or, Coupe du Monde      | Jeannie Longo          | France         | en | 39 min 15 s 21 |
| Médaille d'argent, Coupe du Monde  | Zulfiya Zabirova       | Russie         | +  | 0 s 85         |
| Médaille de bronze, Coupe du Monde | Judith Arndt           | Allemagne      |    | 29 s 69        |
| 4                                  | Hanka Kupfernagel      | Allemagne      |    | 39 s 62        |
| 5                                  | Elizabeth Emery        | États-Unis     |    | 57 s 26        |
| 6                                  | Catherine Marsal       | France         |    | 1 min 8 s 69   |
| 7                                  | Mari Holden            | États-Unis     |    | 1 min 17 s 02  |
| 8                                  | Linda Jackson          | Canada         |    | 1 min 21 s 94  |
| 9                                  | Zinaida Stahurskaia    | Biélorussie    |    | 1 min 31 s 16  |
| 10                                 | Alessandra Cappellotto | Italie         |    | 1 min 31 s 17  |
| 11                                 | Jolanta Polikevičiūtė  | Lituanie       |    | 1 min 40 s 12  |
| 12                                 | Valentina Polkhanova   | Russie         |    | 1 min 49 s 84  |
| 13                                 | Kathy Watt             | Australie      |    | 2 min 12 s 86  |
| 14                                 | Elena Tchalykh         | Azerbaïdjan    |    | 2 min 32 s 86  |
| 15                                 | Lynn Nixon             | Australie      |    | 2 min 35 s 18  |
| 16                                 | Monica Valvik-Valen    | Norvège        |    | 2 min 41 s 91  |
| 17                                 | Yvonne McGregor        | Royaume-Uni    |    | 2 min 42 s 74  |
| 18                                 | Liuda Tribaite         | Lituanie       |    | 2 min 48 s 80  |
| 19                                 | Lenka Ilavská          | Slovaquie      |    | 2 min 49 s 90  |
| 20                                 | Cariane Stiajkina      | Ukraine        |    | 2 min 57 s 40  |
| 21                                 | Tuija Kinnunen         | Finlande       |    | 2 min 59 s 86  |
| 22                                 | Barbara Heeb           | Suisse         |    | 3 min 7 s 79   |
| 23                                 | Bogumiła Matusiak      | Pologne        |    | 3 min 9 s 10   |
| 24                                 | Gabriella Pregnolato   | Italie         |    | 3 min 12 s 70  |
| 25                                 | Anke Erlank            | Afrique du Sud |    | 3 min 39 s 09  |
| 26                                 | Susanne Ljungskog      | Suède          |    | 3 min 40 s 03  |
| 27                                 | Jorunn Kvalø           | Norvège        |    | 3 min 42 s 44  |
| 28                                 | Meike de Bruijn        | Pays-Bas       |    | 3 min 45 s 25  |
| 29                                 | Kristina Obrucova      | Tchéquie       |    | 3 min 49 s 78  |
| 30                                 | Maxine Johnson         | Royaume-Uni    |    | 3 min 59 s 89  |
| 31                                 | Marie Höljer           | Suède          |    | 4 min 6 s 68   |
| 32                                 | Chantal Beltman        | Pays-Bas       |    | 4 min 29 s 41  |
| 33                                 | Izaskun Bengoa         | Espagne        |    | 4 min 41 s 93  |
| 34                                 | Marcia Eicher          | Suisse         |    | 4 min 55 s 25  |
| 35                                 | Annie Gariepy          | Canada         |    | 5 min 6 s 11   |
| 36                                 | Annelie Colyn          | Afrique du Sud |    | 5 min 38 s 93  |
| 37                                 | Olena Budovitska       | Ukraine        |    | 5 min 57 s 14  |
| 38                                 | Brigitte Krebs         | Autriche       |    | 6 min 31 s 61  |
| 39                                 | Marta Vilajosana       | Espagne        |    | 6 min 36 s 43  |